# Parametopella ninis
Parametopella ninis är en kräftdjursart som beskrevs av J. L. Barnard 1962. Parametopella ninis ingår i släktet Parametopella och familjen Stenothoidae. Inga underarter finns listade i Catalogue of Life.